# Jeannine Bélanger
Jeannine Bélanger, née le 13 octobre 1915 à Hull et morte le 18 octobre 2011 à Saint-Casimir, est une poétesse québécoise, également connue sous le pseudonyme de Jeannine Magnanarelle. Membre par ailleurs des Sœurs Grises, elle a pour nom en religion sœur Marie-Joséfa.

## Biographie

### Jeunesse et études littéraires
Née à Hull le 13 octobre 1915 d'Achille Bélanger et Mercédès Bourque,, Jeannine Bélanger effectue ses études secondaires à Ottawa où elle poursuit à l'Université jusqu'à obtenir un doctorat en Littérature française. Soutenue en 1939, sa thèse porte sur La Poésie au Canada sous le régime français.

### Enseignement, traduction et reprise d'études
Professeure chez les Sœurs Grises d'Ottawa, Jeannine Bélanger exerce ensuite le métier de traductrice parlementaire avant de se rediriger vers l'enseignement, cette fois à l'Université d'Ottawa. Là, en parallèle des cours de traduction qu'elle dispense, Jeannine Bélanger étudie également dans le cadre d'une licence en sciences bibliques — licence qu'elle obtient en 1975, après avoir soutenu un mémoire intitulé Bibliographie des Psaumes, 1955-1970.

### Carrière littéraire
Les premiers poèmes de Jeannine Bélanger paraissent dans les Mémoires de la Société Royale du Canada, en 1938. Suivent en 1941 ses premiers recueils, édités à Hull : Stances à l'éternel absent, 1935-1940 et Le Visage dans la roche. Jeannine Bélanger continue d'écrire et de faire publier ses poèmes au cours des décennies suivantes. Elle contribue par ailleurs au début des années 1980 à la rédaction d'un « guide didactique » pour Apprendre l'orthographe grammaticale au secondaire.
Jeannine Bélanger meurt le 18 octobre 2011 à Saint-Casimir.

## Analyse et réception de l’œuvre
Les poèmes de Jeannine Bélanger, en vers, témoignent d'une « inspiration mystique ».

## Œuvre

### Poèmes dans des revues
- « Poèmes », Mémoires de la Société Royale du Canada, vol. 32,‎ 1938, p. 145-148
- « Une corde oubliée de notre lyre », Mémoires de la Société Royale du Canada, vol. 35,‎ 1942, p. 13-24
- « La Laisse épique de nos chansons », Culture, no 4,‎ 1943, p. 48-54

### Recueils
- Stances à l'éternel absent, 1935-1940, Hull, Les Éditions l'Éclair, 1941, 155 p.
- Le Visage dans la roche, Hull, Imprimerie Leclerc, 1941, 15 p.
- Étrennes pour deux petits pauvres : sonnets à la crèche, 1961, 4 p.
- Courtisane imparfaite, Montréal, Presses de l'Université de Montréal, 1977, 70 p.
- Suite pour l'innommé, Montréal, Presses de l'Université de Montréal, 1980

### Autres
- Alfred Desrochers (préf. sr Marie-Joséfa), Le Retour de Titus, Ottawa, Éditions de l'Université d'Ottawa, 1963, 63 p.
- Guy Simard, Marcel Côté, Jeannine Bélanger, Gemma Lebrun et Gatia Plourde, Apprendre l'orthographe grammaticale au secondaire : Guide didactique, Sherbrooke, Éditions Naaman, 1984, 78 p. (lire en ligne)